# چوآگنج علی‌شاه
چوآگنج علی‌شاه (به انگلیسی: Choa Ganj Ali Shah) یک منطقهٔ مسکونی در پاکستان است که در ناحیه چکوال واقع شده‌است.